# Saint-Georges-du-Mesnil
Pour les articles homonymes, voir Saint-Georges, Saint Georges (homonymie), Georges et Mesnil.
Saint-Georges-du-Mesnil est une ancienne commune française située dans le département de l'Eure, en région Normandie. Depuis le 1er janvier 2019, elle est une commune déléguée du Mesnil-Saint-Jean.

## Géographie

### Localisation
Saint-Georges-du-Mesnil est une commune de l'ouest du département de l'Eure. Elle est située dans la région naturelle du Lieuvin.
|                      | Saint-Jean-de-la-Léqueraye |                      |
| Épreville-en-Lieuvin | Saint-Georges-du-Mesnil    | Saint-Victor-d'Épine |
| Épreville-en-Lieuvin |                            | Giverville           |

## Toponymie
Le nom de la localité est attesté sous la forme Saint Georges dès 1668.
Saint-Georges est un hagiotoponyme, l'église paroissiale lui est dédiée.
L'appellatif toponymique mesnil repose sur l’ancien français maisnil, mesnil « habitation avec pièce de terre, demeure, maison, manoir », et parfois « métairie », issu du bas-latin mansionile, dérivé neutre en -ile du latin mansio « résidence », lui-même un dérivé nominal du verbe manēre « demeurer, rester »,.

## Histoire
Le seigneur des lieux est cité en 1199 pour la première fois.
Le 1er janvier 2019, elle fusionne avec Saint-Jean-de-la-Léqueraye pour constituer la commune nouvelle du Mesnil-Saint-Jean dont la création est actée par un arrêté préfectoral du 25 septembre 2018.

## Politique et administration

### Liste des maires
| Période                                  | Période          | Identité        | Étiquette | Qualité                                                                                |
| ---------------------------------------- | ---------------- | --------------- | --------- | -------------------------------------------------------------------------------------- |
| Les données manquantes sont à compléter. |                  |                 |           |                                                                                        |
| 1980                                     | mars 2014        | Jacques Duval   | DVD       | Agriculteur Conseiller général (1982 → ) Président du SIVOM de Saint-Georges-du-Vièvre |
| mars 2014                                | 31 décembre 2018 | Philippe Leroux | DVD       | Agriculteur                                                                            |

### Jumelage
Les quatorze communes de l’ancien canton de Saint-Georges-du-Vièvre sont jumelées avec :
- Slimbridge (Royaume-Uni)

## Démographie
L'évolution du nombre d'habitants est connue à travers les recensements de la population effectués dans la commune depuis 1793. Pour les communes de moins de 10 000 habitants, une enquête de recensement portant sur toute la population est réalisée tous les cinq ans, les populations de référence des années intermédiaires étant quant à elles estimées par interpolation ou extrapolation. Pour la commune, le premier recensement exhaustif entrant dans le cadre du nouveau dispositif a été réalisé en 2006.

En 2016, la commune comptait 139 habitants, en évolution de +24,11 % par rapport à 2010 (Eure : −0,25 %, France hors Mayotte : +2,11 %).
| 1793 | 1800 | 1806 | 1821 | 1831 | 1836 | 1841 | 1846 | 1851 |
| ---- | ---- | ---- | ---- | ---- | ---- | ---- | ---- | ---- |
| 500  | 483  | 474  | 425  | 476  | 467  | 426  | 403  | 386  |

| 1856 | 1861 | 1866 | 1872 | 1876 | 1881 | 1886 | 1891 | 1896 |
| ---- | ---- | ---- | ---- | ---- | ---- | ---- | ---- | ---- |
| 390  | 383  | 366  | 315  | 318  | 273  | 215  | 213  | 199  |

| 1901 | 1906 | 1911 | 1921 | 1926 | 1931 | 1936 | 1946 | 1954 |
| ---- | ---- | ---- | ---- | ---- | ---- | ---- | ---- | ---- |
| 175  | 157  | 159  | 142  | 145  | 130  | 118  | 110  | 97   |

| 1962 | 1968 | 1975 | 1982 | 1990 | 1999 | 2006 | 2011 | 2016 |
| ---- | ---- | ---- | ---- | ---- | ---- | ---- | ---- | ---- |
| 120  | 108  | 79   | 63   | 81   | 90   | 97   | 117  | 139  |

## Culture locale et patrimoine

### Lieux et monuments
Saint-Georges-du-Mesnil compte plusieurs monuments inscrits à l'inventaire général du patrimoine culturel :
- l'église Saint-Georges (XVIe et XVIIIe)[14] ;
- le château de la Lequeraye (XIXe)[15] ;
- un manoir des XVIIe et XIXe siècles[16] ;
- une ferme du XVIIIe siècle au lieu-dit la Morinière[17].

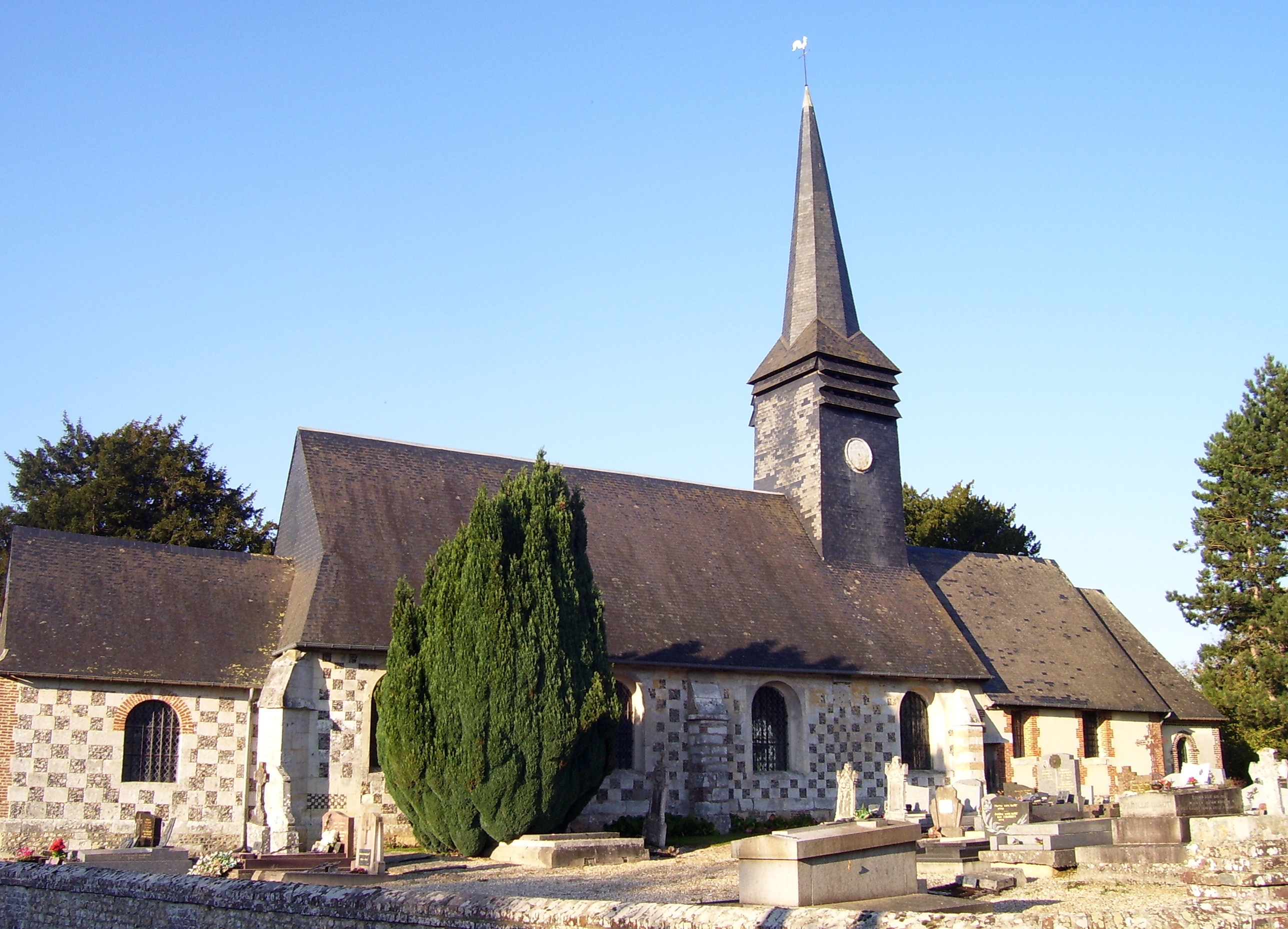
Église Saint-Georges.
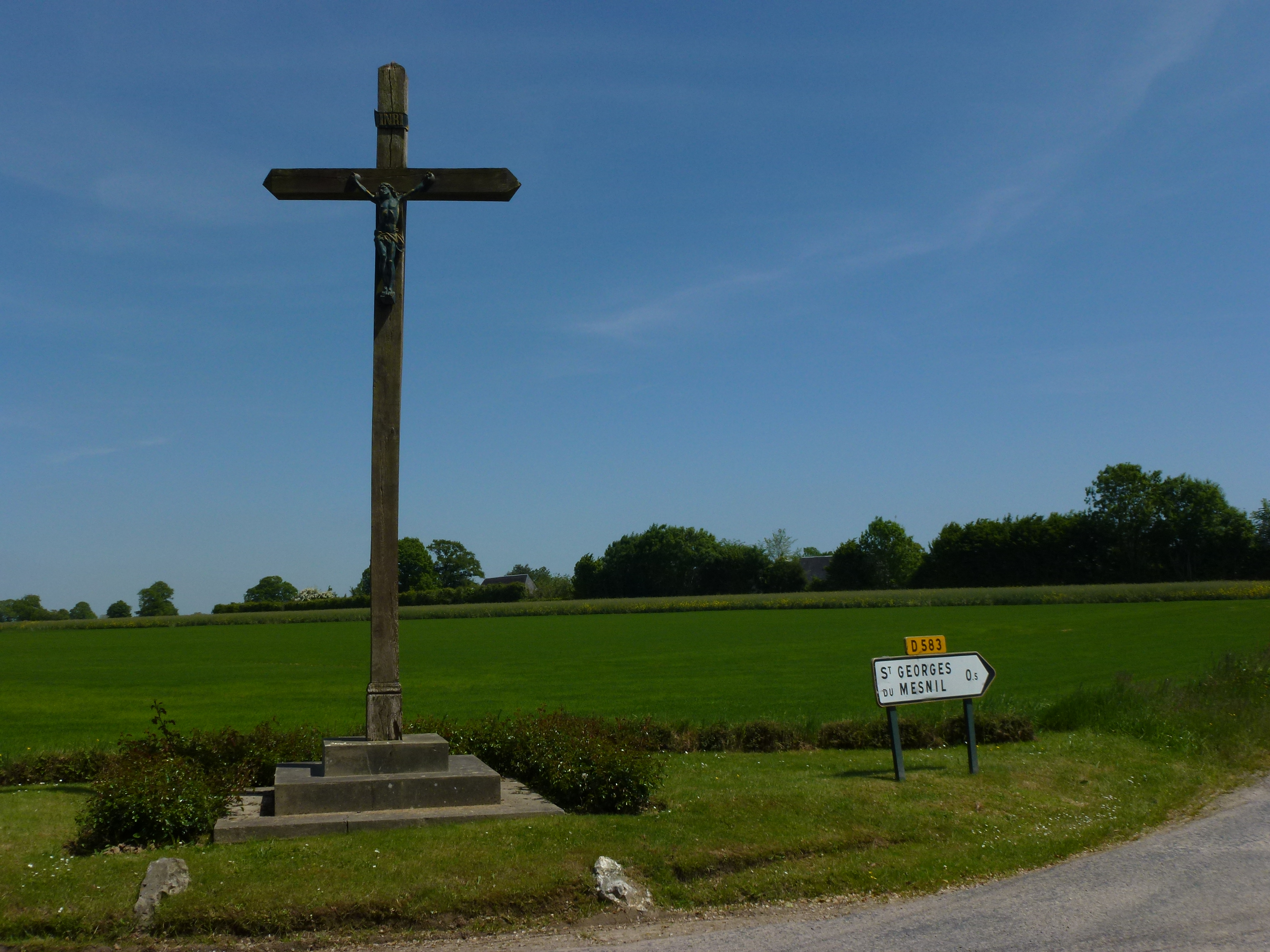
Croix de chemin.

### Patrimoine naturel

#### Site classé
- Le prunus pleureur au lieu-dit Les Maries[18],  Site classé (1937).